# 内田正人 (ミュージシャン)
内田 正人（うちだ まさと、1936年10月29日 - 2019年2月15日）は、日本の歌手、音楽家、ソングライター、詩人。ザ・キング・トーンズの創設メンバーの一人でリーダー、リードテナー。愛称はリーダー。

## 生涯
神奈川県横浜市の生まれ。日本大学高等学校・中学校、日本大学法学部で学ぶ。
1960年、音楽友達の加生スミオらとともにザ・キング・トーンズを結成。中心メンバーとして活躍した。1969年にグッド・ナイト・ベイビーのスマッシュヒットを放ったことで、知名度をあげた。NHK紅白歌合戦、フジロックフェスティバル、日本有線大賞など檜舞台への出場経験も持つ。1998年ごろ、サントリー・ザ・カクテルバーのCM「パーティーサイズ・リニューアル編」で話題になった。2004年に脳梗塞で倒れ、約1年間のリハビリを経て、2005年のフジロックフェスティバルでステージに復帰。2007年まで同フェスに3年連続で出演した。
その後は再び体調を崩して療養していたが、2019年2月15日、死去。82歳没。